# Halsbrücke
Halsbrücke település Németországban, azon belül Szászország tartományban. Lakosainak száma 5009 fő (2023. december 31.).

## Népesség
A település népességének változása:
| Lakosok száma | 5112 | 5088 | 5040 | 4983 | 5009 |
|               | 2017 | 2019 | 2021 | 2022 | 2023 |